# Tālivaldis Āboliņš
Tālivaldis Āboliņš (* 11. Februar 1932 in Riga; † 18. Mai 1991 ebenda) war ein sowjetischer Schauspieler und Sänger.

## Biografie
Āboliņš war der Sohn des Offiziers Pēteris Āboliņš, seine Mutter arbeitete als Buchhalterin. Er besuchte zunächst das Industriepolytechnikum in seiner Geburtsstadt und nahm nebenher an Theateraufführungen im örtlichen Pionierpalast teil. Anschließend studierte Āboliņš am Staatliche All-Unions-Institut für Kinematographie unter Olga Iwanowna Pyschowa und deren Ehemann Boris Wladimirowitsch Bibikow. Seine erste Arbeitsstelle hatte der Rigaer als Toningenieur und Ansager beim Radio. Ab 1955 trat er als Hauptdarsteller am Staatstheater für junge Zuschauer der Lettischen Sozialistischen Sowjetrepublik auf. Parallel nahm der dunkelhaarige Mime auch einzelne kleine Filmrollen an, sein einziges größeres Engagement vor der Kamera war die Titelfigur in der Fernsehfilmbiografie Albert Einstein (1990). Außerdem trat Āboliņš ab den 1960er Jahren als Sänger auf, vertiefte diese Tätigkeit aber erst zusammen mit seiner Frau und seinen Kindern in den 1980er Jahren. Er stand außerdem als Gedichtrezitator auf der Bühne.
Āboliņš war seit 1965 Träger des Titels Verdienter Künstler der Lettischen SSR. Im Eduard-Smilgis-Theatermuseum wurde im Jahr 2012 eine Gedenkveranstaltung für ihn durchgeführt, dem folgte im Frühjahr 2022 eine Ausstellung.
Er war mit seiner Kollegin Vera Singajevska (1923–2014) verheiratet. Beide hatten zwei Söhne namens Gundars und Māris. Erstgenannter wurde ebenfalls Schauspieler, Māris absolvierte eine Musikschule und ist heute Tonregisseur beim lettischen Fernsehen. Seine Tochter Anne Nele ist auch Schauspielerin. Sie plant eine Masterarbeit über ihren Großvater.
Āboliņš’ Grab befindet sich auf dem Rigaer Waldfriedhof.

## Theaterarbeit (Auswahl)
- 1956: Das goldene Ross (Zelta zirgs) – von Rainis
- 1957: Эмиль и берлинские мальчишки (Emil i berlinskije maltschiki) – nach Emil und die Detektive
- 1957: Auf der Suche nach Freude (W poiskach radosti) – von Wiktor Rosow
- 1958: Vārnu ielas republika – von Jānis Grīziņš
- 1961: Princese Gundega un karalis Brusubārda – von Anna Brigadere
- 1962: Внуки Колумба (Wnuki Kolumba) – nach Zigmunds Skujiņš’ Kolumba mazdēli
- 1964: Lazdu laipa – von Ilze Indrāne
- 1965: Indulis un Ārija – von Rainis
- 1966: Легенда об Уленшпигеле (Legenda ob Ulenschpigele) – nach Die Legende und die heldenhaften, fröhlichen und ruhmreichen Abenteuer von Ulenspiegel und Lamme Goedzak
- 1967: Maija un Paija – von Anna Brigadere
- 1968: Mutter Courage und ihre Kinder
- 1969: Хоро (Choro) – nach dem gleichnamigen Roman von Anton Straschimirow
- 1970: L’augellino bel verde – von Carlo Gozzi
- 1972: Ugunskurs lejā pie stacijas – von Gunārs Priede
- 1975: Iwanow
- 1978: Bastards – von Pēteris Pētersons
- 1978: Капля солнечной росы (Kaplja solnetschnoi rosy) – nach Jānis Jaunsudrabiņš
- 1979: Peer Gynt
- 1986: Sniegotie kalni – von Gunārs Priede
- 1988: Smaržo sēnes – von Gunārs Priede

## Filmografie (Auswahl)
- 1959: Svešiniece ciemā
- 1978: Rallye (Rallijs)
- 1984: Wenn die Bremsen versagen (Kogda stajut tormosa)
- 1984: Front im Vaterhaus (Fronte tēva pagalmā)
- 1990: Albert Einstein